# آدم غريغوري (ممثل)
آدم غريغوري (بالإنجليزية: Adam Gregory)‏ مواليد 28 ديسمبر 1987 في سينسيناتي، الولايات المتحدة، هو ممثل أمريكي بدأ مسيرته الفنية سنة 2007.

## الأعمال

### أفلام
- 17 مرة أخرى (2009) (بدور: دوم)
- هانا مونتانا (2009) (بدور: درو)

### مسلسلات
- جاست جوردن
- ويزردز أوف ويفرلي بليس
- 90210
- ذا بولد أند ذا بيوتيفول
- نادي وينكس

## روابط خارجية
- آدم غريغوري على موقع IMDb (الإنجليزية)
- آدم غريغوري على موقع ألو سيني (الفرنسية)
- آدم غريغوري على موقع ميوزك برينز (الإنجليزية)
- آدم غريغوري على موقع أول موفي (الإنجليزية)
- آدم غريغوري على موقع قاعدة بيانات الأفلام السويدية (السويدية)
- آدم غريغوري على موقع قاعدة بيانات الفيلم (الإنجليزية)
- آدم غريغوري على موقع كينوبويسك (الروسية)
- آدم غريغوري على موقع كينوبويسك (الروسية)
- آدم غريغوري على موقع كينوبويسك (الروسية)